# 655 Briseïs
655 Briseïs
655 Briseïs là một tiểu hành tinh ở vành đai chính. Nó được Joel Hastings Metcalf phát hiện ngày 4.11.1907 ở Taunton, Massachusetts (Hoa Kỳ), và được đặt theo tên Briseis, trong thần thoại Hy Lạp